# Directiva (derecho de la Unión Europea)
La Directiva es una disposición y norma jurídica de la legislación europea que vincula a los Estados de la Unión en la consecución de resultados u objetivos concretos decretados por las instituciones europeas en un plazo determinado, dejando, sin embargo, a las autoridades nacionales (gobiernos estatales) competentes la debida elección de la forma y los medios adecuados a tal fin.

## Transposición e incumplimiento
A este mecanismo de despliegue y aplicación por las autoridades nacionales competentes (nacional, regional o local) de una norma, la directiva, que además de comunitaria es, por virtud de los Tratados, interna y propia de los ordenamientos jurídicos nacionales, pero que requiere de un complemento normativo de los Estados para su efectiva implementación, se lo denomina jurídicamente transposición al Derecho interno o nacional.
Su incumplimiento en cualquier modo (sea por una transposición incorrecta o por su no transposición en absoluto o en el plazo previsto) hace al Estado infractor incurrir en responsabilidad ante las autoridades comunitarias ejecutiva (la Comisión) y judicial (el Tribunal de Justicia), que podrán imponer medidas coercitivas cuando enuncie derechos de los particulares frente a las administraciones públicas. Esta doctrina permite a los particulares invocar el efecto directo de los preceptos de la directiva que les confieran derechos de forma clara, precisa e incondicional frente a las administraciones públicas. El Tribunal, no obstante, viene aceptando hasta el momento únicamente el llamado efecto directo vertical de las directivas, esto es, en las relaciones entre particulares y administraciones, pero no les ha reconocido efecto directo horizontal alguno (que equivaldría a su invocabilidad en las relaciones entre particulares).
Si este modo de aplicación judicial deviniere por cualquier razón -imputable al Estado- imposible, o fuere, por el contenido concreto de la directiva, difícilmente realizable, los tribunales que conozcan del asunto podrán condenar, en Derecho interno, a la autoridad litigante al pago de la correspondiente indemnización por daños y perjuicios al particular. Esto todo sin perjuicio de las multas que los tribunales comunitarios impongan al Estado infractor a requerimiento de la Comisión Europea.

## Clasificación
Desde la entrada en vigor del Tratado de Lisboa en 2009, y de acuerdo con los artículos 289 a 291 del TFUE, existen, con los caracteres antedichos, tres subtipos que se distinguen formal (de acuerdo con la autoridad que los dicta), funcional (por la función que se les asigna) y jerárquicamente (con Lisboa esta cuestión, antes discutida, parece haberse consagrado a pesar de la omitirse su enunciación explícita) dentro de la categoría general de la directiva, a saber:
- la directiva legislativa, que emana de la autoridad legisladora del Parlamento Europeo y del Consejo (procedimiento legislativo ordinario) o de alguna de estas dos instituciones (procedimientos legislativos especiales), que lo adoptan precisamente en su ejercicio del poder legislativo comunitario, pronunciándose sobre propuesta de la Comisión. Los actos jurídicos así conformados constituyen un acto legislativo de la Unión.
- La directiva delegada, que se activa previo mandato o habilitación contenida en un acto legislativo (normalmente será una directiva), con el objeto de que la Comisión complete o modifique, en elementos no esenciales, la eficaz aplicación del mismo. Los actos legislativos delegantes «delimitarán de forma expresa los objetivos, el contenido, el alcance y la duración de la delegación de poderes. La regulación de los elementos esenciales de un ámbito estará reservada al acto legislativo y, por lo tanto, no podrá ser objeto de una delegación de poderes» (art. 290.1 TFUE). La directiva delegada deberá expresar esta naturaleza en su propio título, y no tendrá estará revestido de la naturaleza de acto legislativo.
- La directiva de ejecución, que la Comisión o, en casos específicos y debidamente justificados, el Consejo, podrán adoptar en ejercicio de sus funciones ejecutivas cuando sea preferible una aplicación uniforme de un acto jurídicamente vinculante de la Unión (de la naturaleza que fuere), en sustitución de cualesquiera mecanismos nacionales. En el título de estos actos no legislativos deberá figurar asimismo la expresión «de ejecución». No obstante, debe señalarse que la naturaleza indirecta de la directiva como tipo normativo hace de ella un medio poco apto para lograr una ejecución uniforme, que es lo que se pretende con los actos no legislativos dictados en ejecución; es por tanto inusual el empleo de la directiva como acto de ejecución, que previsiblemente podrá, todo lo más, precisar el contenido del acto principal, para lo cual sería más adecuado usar de un reglamento de ejecución, salvo que se quiera precisar el contenido del acto principal en lo relativo exclusivamente a su mera y simple ejecución. Es en todo caso un tipo normativo, este, poco frecuente.

Es de hacer notar que esta misma graduación o escala de actos legislativos y actos no legislativos, delegados o de ejecución, es también aplicable a los otros dos tipos de normas jurídicas comunitarias vinculantes, el reglamento y la decisión, si bien sus efectos serán los propios y diversos de cada una de ellas. 
Significativamente, en la nonata Constitución Europea la directiva en fase legislativa adoptaba la denominación de «Ley marco europea», mientras que en las otras dos su nombre era el de «Reglamento delegado» o «Reglamento de ejecución».